# تیت مائه
تیت مائه (استونیایی: Tiit Mae؛ زادهٔ ۲۸ فوریهٔ ۱۹۶۰) سیاستمدار و نماینده سابق مجلس اهل استونی است.